# Силигарди, Лука
Лука Силигарди (итал. Luca Siligardi; родился 26 января 1988 года, Корреджо, Италия) — итальянский футболист, полузащитник клуба «Корреджезе».

## Клубная карьера

### «Интернационале»
Лука Силигарди начинал футбольную карьеру в таких региональных командах как «Кампаньола», «Риезе» и «Дорандо Пьетри» в провинции Модена. В течение одного сезона он являлся игроком «Пармы», прежде чем снова вернуться в «Дорандо Пьетри» и сыграть в Эччеленце.
Летом 2006 года Силигарди присоединился к «Интеру» и дебютировал за основную команду 17 января 2008 года, заменив Деяна Станковича во втором тайме матча Кубка Италии с «Реджиной», где его команда одержала победу со счетом 3:0. 16 апреля Силигарди вышел на замену в конце полуфинала кубка с «Лацио».
Будучи одним из ключевых игроков «Интер Примавера» и являясь лучшим бомбардиром молодёжной команды в сезоне 2007/08, Силигарди продлил контракт с «Интером» до июня 2012 года и был отдан в аренду в «Бари» в первой половине сезона 2008/09. Во второй половине сезона вингер отправился в аренду в «Пьяченцу». 13 июля 2009 Силигарди продолжил арендную серию в «Триестине». 16 июля 2010 года вингер стал игроком «Болоньи» на один сезон. Стоимость аренды составила 550 тыс. евро с правом выкупа за 500 тыс. евро.

### «Ливорно»
25 августа 2011 года Лука Силигарди стал игроком «Ливорно», подписав четырёхлетний контракт. Дебют в составе новой команды состоялся 30 августа в матче Серии B с «Сампдорией». Первым голом вингер отметился 28 января 2012 года в игре с «Ночериной». Сезон 2012/13 Силигарди начал в отличной форме, забив больше 10 голов за первую половину чемпионата. 2 марта 2013 он получил травму в выездном матче со «Специей» и досрочно завершил сезон. Силигарди был признан лучшим полузащитником Серии B, а «Ливорно» одержал победу над «Эмполи» в финале плей-офф и получил повышение в Серию А. В сезоне 2013/14 вингер провел 26 игр и забил 5 мячей. Первый свой гол в высшей лиге Италии Силигарди забил в ворота «Сампдории» 20 октября 2013 года. В конце сезона его команда финишировала на последнем месте и вернулась в Серию B. За 4 года в «Ливорно» Лука Силигарди провел 104 игры и забил 33 мяча.

### «Эллас Верона»
2 июля 2015 года Силигарди, в статусе свободного агента, подписал контракт с «Эллас Верона». Забив 2 гола в 28 играх, футболист вместе с командой покинули Серию А с последней строчки турнирной таблицы. Однако, уже в следующем году вернулись в высший дивизион.

### «Парма»
В середине июля 2017 года Силигарди подписал трехлетний контракт с «Пармой». Отыграв 3 сезона с переменным успехом, 5 октября 2020 года вингер был отдан в аренду в «Кротоне», где за полгода появился на поле 4 раза. 30 января 2021 футболист был предан «Реджане» до конца сезона. Вернувшись в «Парму» Силигарди был исключен из состава так как не входил в планы руководства и тренерского штаба.

### «ФеральпиСало»
29 января 2022 года Лука пополнил состав «ФеральпиСало» из Серии C. За полтора сезона вингер отличился двумя дублями в ворота «Санджулиано» и «Мантовы».

### «СПАЛ»
28 июля 2023 года Силигарди подписал контракт с клубом «СПАЛ» до июня 2024.

## Достижения
«Интернационале»
- Примавера: 2006/07
- Турнир Виареджо: 2008

«ФеральпиСало»
- Серия C: 2022/23